# Georg Totschnig
Georg Totschnig (né le 25 mai 1971 à Innsbruck) est un ancien coureur cycliste autrichien. Il resta professionnel de 1994 à 2006. Il s'est classé parmi les dix premiers des trois grands tours : 7e du Tour de France en 2004, 6e du Tour d'Espagne en 1996 et 5e du Tour d'Italie en 2003, ainsi que 7e en 2002 et 9e en 1995. Il a également terminé trois fois parmi les dix premiers du Tour de Suisse (6e en 2001, 5e en 2002, 4e en 2004). Il remporte la plus grande victoire de sa carrière à Ax 3 Domaines lors du Tour de France 2005 (devenant le premier cycliste autrichien à remporter une étape sur le Tour après guerre). Il dispute sa dernière course professionnelle le 14 octobre 2006, lors du Tour de Lombardie où il s'échappe pendant 150 kilomètres. Son frère cadet Harald, né en 1974, est aussi coureur professionnel de 2004 à 2013.

## Palmarès et résultats

### Palmarès amateur
- 1989
  -  Champion d'Autriche sur route juniors
  -  Champion d'Autriche du contre-la-montre juniors
- 1991
  - 3e du Tour du Burgenland
- 1992
  - 3e étape du Tour d'Autriche
  -  Médaillé d'argent du championnat du monde militaire du contre-la-montre par équipes
- 1993
  -  Champion du monde sur route militaires
  - 4e étape du Rapport Toer
  - Vienne-Rabenstein-Gresten-Vienne
  - Tour d'Autriche :
    - Classement général
    - 4e étape

### Palmarès professionnel
- 1995
  - 9e du Tour d'Italie
- 1996
  -  Champion d'Autriche du contre-la-montre
  - 3e du championnat d'Autriche sur route
  - 6e du Tour d'Espagne
- 1997
  -  Champion d'Autriche sur route
  -  Champion d'Autriche du contre-la-montre
  - 4e étape du Tour de Castille-et-León
  - 2e du Grand Prix du Midi libre
- 1998
  - 2e du Tour de Catalogne
- 1999
  - 2e du Tour d'Autriche
- 2000
  - Tour d'Autriche :
    - Classement général
    - 4e étape

  - 2e du Grand Prix du Midi libre
- 2001
  -  Champion d'Autriche du contre-la-montre
  - 3e de l'Uniqa Classic
  - 6e du Tour de Suisse
- 2002
  -  Champion d'Autriche du contre-la-montre
  - 5e du Tour de Suisse
  - 7e du Tour d'Italie
- 2003
  -  Champion d'Autriche sur route
  - 5e du Tour d'Italie
- 2004
  -  Champion d'Autriche du contre-la-montre
  - 7e étape du Tour de Suisse
  - 4e du Tour de Suisse
  - 7e du Tour de France
  - 7e de la Classique de Saint-Sébastien
- 2005
  - 14e étape du Tour de France
  - 3e du Tour d'Allemagne
- 2006
  - 3e du championnat d'Autriche sur route

### Résultats sur les grands tours

#### Tour de France
8 participations
- 1995 : 37e
- 1997 : 34e
- 1998 : 27e
- 1999 : 20e
- 2003 : 12e
- 2004 : 7e
- 2005 : 26e, vainqueur de la 14e étape
- 2006 : 46e

#### Tour d'Italie
5 participations
- 1994 : 13e
- 1995 : 9e
- 1996 : non-partant (19e étape)
- 2002 : 7e
- 2003 : 5e

#### Tour d'Espagne
2 participations
- 1996 : 6e
- 1998 : 71e

### Classements mondiaux
| Année              | 2005 |
| ------------------ | ---- |
| Classement ProTour | 60e  |

## Distinctions
- Cycliste autrichien de l'année : 1995, 2000, 2004 et 2005

Le titre de Personnalité sportive autrichienne de l'année lui a été décerné en 2005.